# Günter Figal
Günter Figal, né le 15 juillet 1949 à Langenberg (Rhénanie-du-Nord–Westphalie) et mort le 17 janvier 2024 à Ulm (Bade-Wurtenberg), est un philosophe allemand.

## Biographie
Günter Figal naît en 1949.
Il étudie la philosophie et la germanistique à l'université de Heidelberg. Hans-Georg Gadamer, Dieter Henrich, Michael Theunissen et Ernst Tugendhat font partie de ses professeurs universitaires. En 1976, il obtient son doctorat.
Il se tourne vers la phénoménologie. Il obtient son habilitation en 1987 avec une thèse sur la compréhension de la liberté dans Sein und Zeit, sans doute le meilleur livre sur Martin Heidegger en langue allemande. En 1989, il est nommé à l'université de Tübingen, et en 2002, il est appelé à occuper la chaire qu'Edmund Husserl et Martin Heidegger avaient occupée avant lui.
Günter Figal meurt le 17 janvier 2024 à Ulm à l’âge de 74 ans.